# Alpen Cup w biegach narciarskich 2017/2018
Alpen Cup w biegach narciarskich 2017/2018 to kolejna edycja tego cyklu zawodów. Rywalizacja rozpocznie się 9 grudnia 2017 r. we francuskim Premanon-Les Tuffes, a zakończy się 18 marca 2018 r. w hiszpańskim Baqueira Beret.
Obrońcami tytułów są Włosi: wśród kobiet Caterina Ganz, a wśród mężczyzn Maicol Rastelli.

## Kalendarz i wyniki

### Kobiety
| Lp. | Data            | Miejscowość         | Dystans                            | 1. miejsce          | 2. miejsce         | 3. miejsce       |
| --- | --------------- | ------------------- | ---------------------------------- | ------------------- | ------------------ | ---------------- |
| 1.  | 9 grudnia 2017  | Premanon-Les Tuffes | 10 km s. klasycznym                | Kateřina Berousková | Antonia Fräbel     | Julia Belger     |
| 2.  | 10 grudnia 2017 | Premanon-Les Tuffes | 10 km s. dowolnym                  | Odwołany            | Odwołany           | Odwołany         |
| 3.  | 15 grudnia 2017 | St. Ulrich          | Sprint s. dowolnym                 | Sophie Caldwell     | Natalja Matwiejewa | Ida Sargent      |
| 4.  | 16 grudnia 2017 | St. Ulrich          | 5 km s. klasycznym                 | Jelena Sobolewa     | Natalja Matwiejewa | Ida Sargent      |
| 5.  | 17 grudnia 2017 | St. Ulrich          | 10 km s. dowolnym (start masowy)   | Julia Belger        | Jelena Sobolewa    | Marija Istomina  |
| 6.  | 5 stycznia 2018 | Campra              | Sprint s. klasycznym               | Anne Winkler        | Antonia Fräbel     | Francesca Baudin |
| 7.  | 6 stycznia 2018 | Campra              | 10 km s. dowolnym                  | Sara Pellegrini     | Lydia Hiernickel   | Coralie Bentz    |
| 8.  | 7 stycznia 2018 | Campra              | 15 km (bieg łączony)               | Sara Pellegrini     | Antonia Fräbel     | Anna Comarella   |
| 9.  | 16 lutego 2018  | Zwiesel             | Sprint s. klasycznym               | Laura Gimmler       | Antonia Fräbel     | Pia Fink         |
| 10. | 17 lutego 2018  | Zwiesel             | 10 km s. klasycznym                | Antonia Fräbel      | Pia Fink           | Nadine Herrmann  |
| 11. | 18 lutego 2018  | Zwiesel             | 10 km s. dowolnym (start masowy)   | Antonia Fräbel      | Pia Fink           | Laura Gimmler    |
| 12. | 3 marca 2018    | Cogne               | 10 km s. klasycznym                | Rosie Frankowski    | Ilenia Defrancesco | Sara Pellegrini  |
| 13. | 4 marca 2018    | Cogne               | 15 km s. dowolnym                  | Rosie Frankowski    | Sara Pellegrini    | Coralie Bentz    |
| 14. | 16 marca 2018   | Baqueira Beret      | Sprint s. dowolnym                 | Anne Winkler        | Antonia Fräbel     | Julia Kern       |
| 15. | 17 marca 2018   | Baqueira Beret      | 10 km s. klasycznym (start masowy) | Sara Pellegrini     | Ilenia Defrancesco | Anna Comarella   |
| 16. | 18 marca 2018   | Baqueira Beret      | 10 km s. dowolnym                  | Sara Pellegrini     | Antonia Fräbel     | Anna Comarella   |

### Mężczyźni
| Lp. | Data            | Miejscowość         | Dystans                            | 1. miejsce             | 2. miejsce              | 3. miejsce              |
| --- | --------------- | ------------------- | ---------------------------------- | ---------------------- | ----------------------- | ----------------------- |
| 1.  | 9 grudnia 2017  | Premanon-Les Tuffes | 15 km s. klasycznym                | Ivan Perrillat Boiteux | Maicol Rastelli         | Thomas Wick             |
| 2.  | 10 grudnia 2017 | Premanon-Les Tuffes | 15 km s. dowolnym                  | Odwołany               | Odwołany                | Odwołany                |
| 3.  | 15 grudnia 2017 | St. Ulrich          | Sprint s. dowolnym                 | Simi Hamilton          | Andrew Newell           | Gianluca Cologna        |
| 4.  | 16 grudnia 2017 | St. Ulrich          | 15 km s. klasycznym                | Alexis Jeannerod       | Thomas Wick             | Gleb Rietiwych          |
| 5.  | 17 grudnia 2017 | St. Ulrich          | 15 km s. dowolnym (start masowy)   | Beda Klee              | Thomas Bing             | Siarhiej Dalidowicz     |
| 6.  | 5 stycznia 2018 | Campra              | Sprint s. klasycznym               | Maicol Rastelli        | Lucas Chanavat          | Stefan Zelger           |
| 7.  | 6 stycznia 2018 | Campra              | 15 km s. dowolnym                  | Clément Arnaud         | Irineu Esteve Altimiras | Robin Duvillard         |
| 8.  | 7 stycznia 2018 | Campra              | 20 km (bieg łączony)               | Sergio Rigoni          | Robin Duvillard         | Irineu Esteve Altimiras |
| 9.  | 16 lutego 2018  | Zwiesel             | Sprint s. klasycznym               | Giacomo Gabrielli      | Louis Schwartz          | Martin Collet           |
| 10. | 17 lutego 2018  | Zwiesel             | 15 km s. klasycznym                | Valentin Chauvin       | Florian Notz            | Livio Bieler            |
| 11. | 18 lutego 2018  | Zwiesel             | 20 km s. dowolnym (start masowy)   | Robin Duvillard        | Florian Notz            | Livio Bieler            |
| 12. | 3 marca 2018    | Cogne               | 15 km s. klasycznym                | Adrien Backscheider    | Florian Notz            | Jules Lapierre          |
| 13. | 4 marca 2018    | Cogne               | 15 km s. dowolnym                  | Adrien Backscheider    | Jean Tiberghien         | Jules Lapierre          |
| 14. | 16 marca 2018   | Baqueira Beret      | Sprint s. dowolnym                 | Valentin Chauvin       | Jean Tiberghien         | Giacomo Gabrielli       |
| 15. | 17 marca 2018   | Baqueira Beret      | 15 km s. klasycznym (start masowy) | Ueli Schnider          | Valentin Chauvin        | Alexandre Pouyé         |
| 16. | 18 marca 2018   | Baqueira Beret      | 15 km s. dowolnym                  | Jean Tiberghien        | Jules Lapierre          | Simone Dapra            |

## Klasyfikacje
| Lp. | Zawodniczka                 | Punkty |
| --- | --------------------------- | ------ |
| 1.  | Antonia Fräbel              | 1032   |
| 2.  | Sara Pellegrini             | 670    |
| 3.  | Julia Belger                | 578    |
| 4.  | Coralie Bentz               | 509    |
| 5.  | Ilenia Defrancesco          | 404    |
| 6.  | Caterina Ganz               | 392    |
| 7.  | Anne Winkler                | 388    |
| 8.  | Theresa Eichhorn            | 381    |
| 9.  | Anna Comarella              | 333    |
| 10. | Elisabeth Schicho           | 324    |
| 11. | Pia Fink                    | 322    |
| 12. | Nadine Herrmann             | 299    |
| 13. | Sandra Schützová            | 297    |
| 14. | Virginia De Martin Topranin | 269    |
| 14. | Lydia Hiernickel            | 269    |

| Lp. | Zawodnik          | Punkty |
| --- | ----------------- | ------ |
| 1.  | Jean Tiberghien   | 662    |
| 2.  | Beda Klee         | 450    |
| 3.  | Valentin Chauvin  | 447    |
| 4.  | Ueli Schnider     | 352    |
| 5.  | Jules Lapierre    | 350    |
| 6.  | Thomas Wick       | 343    |
| 7.  | Simone Dapra      | 332    |
| 8.  | Martin Collet     | 320    |
| 9.  | Clement Arnault   | 317    |
| 10. | Louis Schwartz    | 313    |
| 11. | Robin Duvillard   | 303    |
| 12. | Livio Bieler      | 292    |
| 13. | Florian Notz      | 290    |
| 14. | Janosch Brugger   | 260    |
| 15. | Giacomo Gabrielli | 245    |

## Wyniki Polaków

### Kobiety
| Zawodniczka      | Premanon-Les Tuffes 9.12 (10 km C) | St. Ulrich am Pillersee 15.12 (SP F) | St. Ulrich am Pillersee 16.12 (5 km C) | St. Ulrich am Pillersee 17.12 (10 km F) | Campra 5.01 (SP C) | Campra 6.01 (10 km F) | Campra 7.01 (2×7,5 km) | Zwiesel 16.02 (SP C) | Zwiesel 17.02 (10 km C) | Zwiesel 18.02 (10 km F) | Cogne 3.03 (10 km C) | Cogne 4.03 (15 km F) | Baqueira Beret 16.03 (SP F) | Baqueira Beret 17.03 (10 km C) | Baqueira Beret 18.03 (10 km F) |
| ---------------- | ---------------------------------- | ------------------------------------ | -------------------------------------- | --------------------------------------- | ------------------ | --------------------- | ---------------------- | -------------------- | ----------------------- | ----------------------- | -------------------- | -------------------- | --------------------------- | ------------------------------ | ------------------------------ |
| Urszula Łętocha  | –                                  | 19                                   | 44                                     | 28                                      | –                  | –                     | –                      | –                    | –                       | –                       | –                    | –                    | –                           | –                              | –                              |
| Ewelina Marcisz  | –                                  | 28                                   | 12                                     | DNS                                     | –                  | –                     | –                      | –                    | –                       | –                       | –                    | –                    | –                           | –                              | –                              |
| Justyna Pradziad | –                                  | –                                    | 64                                     | 57                                      | –                  | –                     | –                      | –                    | –                       | –                       | –                    | –                    | –                           | –                              | –                              |
| Agata Warło      | DNS                                | 65                                   | 66                                     | 53                                      | –                  | –                     | –                      | 35                   | 32                      | 30                      | –                    | –                    | –                           | –                              | –                              |

### Mężczyźni
| Zawodniczk        | Premanon-Les Tuffes 9.12 (15 km C) | St. Ulrich am Pillersee 15.12 (SP F) | St. Ulrich am Pillersee 16.12 (15 km C) | St. Ulrich am Pillersee 17.12 (15 km F) | Campra 5.01 (SP C) | Campra 6.01 (15 km F) | Campra 7.01 (2×20 km) | Zwiesel 16.02 (SP C) | Zwiesel 17.02 (15 km C) | Zwiesel 18.02 (20 km F) | Cogne 3.03 (15 km C) | Cogne 4.03 (15 km F) | Baqueira Beret 16.03 (SP F) | Baqueira Beret 17.03 (15 km C) | Baqueira Beret 18.03 (15 km F) |
| ----------------- | ---------------------------------- | ------------------------------------ | --------------------------------------- | --------------------------------------- | ------------------ | --------------------- | --------------------- | -------------------- | ----------------------- | ----------------------- | -------------------- | -------------------- | --------------------------- | ------------------------------ | ------------------------------ |
| Jan Antolec       | –                                  | –                                    | –                                       | –                                       | –                  | –                     | –                     | 35                   | 31                      | 19                      | –                    | –                    | –                           | –                              | –                              |
| Kacper Antolec    | 60                                 | 89                                   | 111                                     | 107                                     | –                  | –                     | –                     | 34                   | 53                      | 33                      | –                    | –                    | –                           | –                              | –                              |
| Dominik Bury      | –                                  | 58                                   | 17                                      | 23                                      | –                  | –                     | –                     | –                    | –                       | –                       | –                    | –                    | –                           | –                              | –                              |
| Kamil Bury        | DNS                                | 43                                   | DNF                                     | 57                                      | –                  | –                     | –                     | –                    | –                       | –                       | –                    | –                    | –                           | –                              | –                              |
| Mateusz Chowaniak | –                                  | –                                    | 70                                      | 90                                      | –                  | –                     | –                     | –                    | –                       | –                       | –                    | –                    | –                           | –                              | –                              |
| Paweł Klisz       | –                                  | 78                                   | 69                                      | DNF                                     | –                  | –                     | –                     | 46                   | 44                      | DNF                     | –                    | –                    | –                           | –                              | –                              |
| Łukasz Kunc       | –                                  | –                                    | 118                                     | 102                                     | –                  | –                     | –                     | –                    | –                       | –                       | –                    | –                    | –                           | –                              | –                              |